# Олтеница
Олтеница (рум. Olteniţa) град је у у јужном делу Румуније, у историјској покрајини Влашка. Олтеница је други по важности град у округу Калараши.
Олтеница према последњем попису из 2002. има 27.213 становника.

## Географија
Град Олтеница налази се у југоисточном делу историјске покрајине Влашке, око 65 km југоисточно до Букурешта.
Олтеница се налази на реци Арђеш, непосредно пре њеног утока у већи Дунав, у југоисточном делу Влашке низије. Надморска висина града је свега 15 м. Северно од града налази се Бараганска степа.

## Прошлост
У Олтеници је чувени српски богаташ трговац и бродовласник "Капетан Миша" - Миша Анастасијевић имао своју "камарашију". Била је то једна од тридесетак његових трговачких агенција са сталном посадом у 19. веку. Посаду су чинили поуздани чиновници: пословођа, секретар, новчар (касир), две кантарџије и чувар.

## Становништво
У односу на попис из 2002., број становника на попису из 2011. се смањио.
| 1966.  | 1977.  | 1992.  | 2002.  | 2011.  |
| ------ | ------ | ------ | ------ | ------ |
| 18.623 | 24.414 | 31.821 | 31.434 | 24.822 |

Румуни чине већину становништва Олтенице, а од мањина присутни су само Роми. Пре Другог светског рата Јевреји су чинили значајан део градског становништва.

## Познате личности
Јон Илијеску (1930–2025), бивши председник Румуније у два наврата.